# Xuanhua, Zhangjiakou
Xuanhua även romaniserat som Süanhwa, är ett stadsdistrikt i Zhangjiakous stad på prefekturnivå i Hebei-provinsen i norra Kina. Det ligger omkring 140 kilometer nordväst om huvudstaden Peking.  Stadsdistriktet  fick sin nuvarande omfattning 7 januari 2016, då ett härad med samma namn inlemmades. 
Marco Polo passerade Xuanhua 1275 på väg mot Yuandynastins sommarhuvudstad Xanadu. Marco Polo beskriver att staden var känd för tillverkning av vapen och annan militär utrustning. Under Mingdynastin (1368–1644) var Xuanhua högkvarter för Xuanfugarnisonen. Kinesiska muren öster om Dajingmen passerar 20 km norr om Xuanhua.
Xuanhua har haft många olika namn genom historien. Under Jindynastin (1115–1234) hette staden Xuandezhou. Under Yuandynastin (1270–1368) ändrades namnet flera gånger och kallades Xuanningfu, Xuandefu och Shunningfu. I de olika versionerna av Marco Polos reseskildringar kallas staden Sindaci, Sindachu eller Sindichin.